# R·C·布福德
羅伯特·坎特伯里·布福德（英語：Robert Canterbury Buford，1960年10月—），通稱R·C·布福德（R. C. Buford），現任美國NBA聯盟聖安東尼奧馬刺執行長一職。他在2002年被任命为馬刺总经理，五年後兼任馬刺队总裁。同时也担任馬刺體育 & 娛樂公司体育部门总裁。在2013–14賽季和2015–16賽季，布福德兩次獲得NBA年度最佳總管榮譽。

## 早期生涯
布福德曾在奧克拉荷馬州立大學和德克薩斯農工大學有過短暫的征戰生涯，現任堪薩斯大學總教練的比爾·塞爾夫是他在奧克拉荷馬州立大學時期的隊友。布福德在家鄉的富蘭茨拿到了學位。在1988年加入聖安東尼奧馬刺之前，布福德曾作為堪薩斯大學教練組的一員長達五個賽季，並隨堪薩斯大學捷鷹隊拿到了當年的NCAA冠軍。

## 管理層生涯
布福德於1988年夏天首次加入聖安東尼奧馬刺，擔任賴瑞·布朗團隊的助理教練長達四個賽季，其中在1989–90賽季和1990–91賽季，馬刺隊連續兩年奪得中西赛区冠軍。1992年夏天，布朗教練離開馬刺，成為洛杉磯快艇總教練，布福德亦追隨布朗教練，成為快艇教練組不可或缺的一部分。他在快艇度過了一個賽季，然後在1993–94賽季轉會至佛羅里達大學。
1994年夏天，剛剛出任馬刺總經理的格雷格·波波維奇聘請布福德擔任馬刺隊的首席球探。1997年，布福德被任命為馬刺隊的球探主管，兩年後，他又被擢升為球隊副主席和總經理助理。
布福德隨馬刺隊獲得五座總冠軍（1999、2003、2005、2007、2014），其中四座是在擔任總經理任內獲得的（2003、2005、2007、2014）。
布福德在2014年5月7日榮獲了2013–14賽季的NBA年度最佳總管獎項，後來他又在2015–16賽季獲得了相同的榮譽。
2019年7月23日，馬刺隊將布福德升任為球隊執行長（CEO)，總經理助理Brian Wright將接任總經理。

## 個人生活
- 布福德的妻子貝絲·布福德是一位前美國職業高爾夫聯盟的運動員。布福德夫婦育有一對子女，分別是兒子蔡斯·布福德（Chase Buford）和女兒C.C·布福德（C.C Buford）。蔡斯曾效力於堪薩斯大學捷鷹隊以及芝加哥公牛，場上位置為控球後衛。[6]
- 2011年11月4日，布福德在聖安東尼奧酒駕開車撞上了柵欄，因而被警方逮捕。[7]

## 外部連結
- General Managers（页面存档备份，存于）
- Spurs promote R.C. Buford to senior vice president（页面存档备份，存于）